# Симониантхеви
Симониантхеви (груз. სიმონიანთხევი) — село в Грузии, на территории Тианетского муниципалитета края (мхаре) Мцхета-Мтианети.

## География
Село находится в центральной части Грузии, на расстоянии приблизительно 11 километров (по прямой) к юго-западу от посёлка городского типа Тианети, административного центра муниципалитета. Абсолютная высота — 1096 метров над уровнем моря.

## Население
По результатам официальной переписи населения 2014 года в Симониантхеви проживало 258 человек (134 мужчины и 124 женщины). В национальной структуре населения грузины составляли 99,6 %.
| Год  | Население, человек |
| ---- | ------------------ |
| 2002 | 360                |
| 2014 | ↘ 258              |